# La Unión Ilustrada
La Unión Ilustrada fue una revista ilustrada española publicada en la ciudad de Málaga entre 1909 y 1931.

## Historia
Fue fundada en 1909 como un semanario gráfico editado por el diario La Unión Mercantil, editado como un suplemento del periódico. Su primer número apareció el 5 de septiembre de 1909. Llegó a ser una de las publicaciones ilustradas más famosas de la capital malagueña. La publicación llegó incluso a venderse en el extranjero, especialmente en Hispanoamérica. En sus inicios fue una revista de carácter quincenal, pero desde el tercer número pasó a publicarse con carácter semanal. Con posterioridad su principal rival fue el semanario gráfico Vida Gráfica, creado en 1925. Su contenido también incluyó numeroso material publicitario. Continuó editándose hasta comienzos de 1931.
Por la dirección pasaron Pedro Alfaro Gutiérrez, José Navas Ramírez, y Antonio Creixell y de Pablo Blanco. Colaboraron con la publicación fotógrafos como Antonio Calvache, Pedro Menchón Peñas o Cecilio Sánchez del Pando.